# Храм Рождества Богородицы (Тула)
Храм Рождества Богородицы, в народе Пречистенская церковь — православный храм в Туле.

## История
Впервые Пречистенская церковь, находившаяся в Гончарной слободе, что за Кузнецкой слободой, упоминается в писцовой книге в 1629 году. Со 2-й половины XVII века к её наименованию добавляли уточнение «что в Гончарах» или «что в Кирпичной слободе». Располагалась она совсем не там, где современное здание храма. Древняя Пречистенская церковь стояла недалеко от Вознесенской церкви, выше на один квартал.
Деревянный храм в 1730 году заменили каменным. В нём имелся придел во имя Трёх Вселенских Святителей. Строительство финансировал купец Иродион Чечулин. Кровля храма была тесовая, главы каменные, обитые зелёной черепицей, кресты позолоченные. Но уже примерно через полвека прихожане обратились к преосвященному Афанасию с прошением сломать старый храм и построить новый на том же или другом месте. Другое место было выбрано на площади оружейного арсенала. С 1789 по 1808 год здесь возвели новый храм в честь Рождества Пресвятой Богородицы с приделами Трёх Святителей и иконы Божией Матери «Всех Скорбящих Радость». Храм строился на пожертвования прихожан, которые они вносили и деньгами, и материалами. В храме хранилась древняя медная икона «Знамение Пресвятой Богородицы» небольших размеров, найденная в земле в 1789 году при постройке храма. Это обретение иконы «Знамение» было принято тогда как знак особого благоволения Пресвятой Богородицы.
Церковь построена в стиле раннего классицизма. Его признаки — стройные четырёхколонные портики, эллипсовидный купол, простые полукруглые окна, купола со столь же простым обрамлением, круглый в плане барабанчик над куполом, очень строгий минимальный декор — типичный классический растительный орнамент. Особенность храма Рождества Богородицы: его купол опирается непосредственно на основной объём, без обычного большого светового барабана. В культовом зодчестве того времени этот прием применялся чрезвычайно редко. Купол церкви увенчивался небольшой главкой, утраченной в советское время. Одновременно с храмом была построена изящная трехъярусная колокольня. На ней имелось б колоколов, самый большой из которых весил 210 пудов. Один из колоколов был куплен ещё в 1650 году у московского колокольного мастера Даниила Тюленева.
В начале XX века при храме существовала каменная богадельня на 16 человек. С 1880 года при церкви Рождества Богородицы действовало церковноприходское училище, а с 1893 года — церковноприходская школа на 80 учеников. Школа была открыта на средства митрополита Московского Сергия, отец которого был в свое время протоиереем этой церкви. В 1897 году вокруг храма была сделана красивая железная ограда. Последнее поновление храма произошло в 1912 году. Прихожанин церкви Рождества Богородицы Евгений Иванович Ветров пожертвовал более 17 тысяч рублей на золочение иконостаса, риз на местных иконах, больших подсвечников и возобновление живописи. В этом храме в конце XIX века служил священником митрополит Московский Сергий.
В 1924 году храм временно закрыли, но вскоре богослужения возобновились. Окончательно храм был закрыт в 1929 году. Позже колокольню разрушили, а ограду разобрали. В дальнейшем там находилось коммунальное жилье, склад МВД и база «Тулшахтостроя». К концу 1980-х годов бывшая церковь была заброшена и превращена в помойку. В 1991 году здание храма поставили на госохрану в качестве памятника истории и культуры регионального значения.
В начале 2000-х храм был возвращён верующим, а в 2002 году началась его реставрация. В настоящее время основная часть храма восстановлена. Ведутся работы в трапезной части (роспись стен, замена иконостасов).